# Distenia fossulata
Distenia fossulata là một loài bọ cánh cứng trong họ Cerambycidae.